# Unterschleif (Vohenstrauß)
Die Einöde Unterschleif ist ein Ortsteil von Vohenstrauß im Landkreis Neustadt an der Waldnaab in der Oberpfalz.

## Geographische Lage
Unterschleif liegt auf dem Ostufer der Luhe.
Südlich von Unterschleif mündet der Trauschenbach von Westen in die Luhe.
Unterschleif befindet sich ungefähr 5,7 km westlich von Vohenstrauß.

## Geschichte
Ende des 18. und Anfang des 19. Jahrhunderts entstanden die Glasschleifen Ober- und Unterschleif bei Roggenstein.
In der Regensburger Matrikel von 1838 wurde Unterschleif unter der Pfarrei Roggenstein nicht genannt.
Allerdings war ein Schleifgrund mit 9 Häusern und 114 Einwohnern verzeichnet.
In diesem wurden wohl Ober- und Unterschleif und sonstige Mühlen und Polierwerke im Luhetal bei Roggenstein zusammengefasst.
Auf den historischen Karten 1808–1864 und 1817–1841 ist Unterschleif mit einem Gebäude eingezeichnet.
In der amtlichen Statistik von 1871 ist Unterschleif mit 3 Gebäuden und 8 Einwohnern als Teil der Gemeinde Roggenstein verzeichnet.
1928 war Fanny Ermer Besitzerin der Glasschleifen bei Roggenstein.
Die Gemeinde Roggenstein bestand 1938 aus den Ortschaften Roggenstein, Binnermühle, Hammer, Lämersdorf, Luhmühle, Oberschleif, Unterschleif und Zieglhütte.
Am 1. Januar 1972 wurde die Gemeinde Roggenstein im Rahmen der Gemeindegebietsreform in die Gemeinde Vohenstrauß eingegliedert. Dadurch wurde Unterschleif Ortsteil von Vohenstrauß.

## Einwohnerentwicklung in Unterschleif ab 1871
| Jahr | Einwohner | Gebäude |
| ---- | --------- | ------- |
| 1871 | 8         | 3       |
| 1885 | 5         | 1       |
| 1900 | 4         | 1       |
| 1913 | 10        | 1       |
| 1925 | 4         | 1       |

| Jahr | Einwohner | Gebäude |
| ---- | --------- | ------- |
| 1950 | 9         | 1       |
| 1961 | 5         | 1       |
| 1970 | 3         | k. A.   |
| 1987 | 1         | 1       |
| 2011 | 0         | k. A.   |